# Ініотеф IV
Ініотеф IV (Сехетепкара, Ініотеф V) — давньоєгипетський фараон з XIII династії.

## Життєпис
Правив країною з Мемфіса упродовж досить короткого періоду, принаймні, менше десяти років.